# Nomaua urquharti
Espèce
Nomaua urquharti est une espèce d'araignées aranéomorphes de la famille des Physoglenidae.

## Distribution
Cette espèce est endémique de Nouvelle-Zélande. Elle se rencontre vers Manawatu dans l'île du Nord.

## Description
Le mâle holotype mesure 3,150 mm et la femelle paratype 3,465 mm.
Forster, Platnick et Coddington en 1990 avaient pris les mâles de Nomaua urquharti pour ceux de Nomaua crinifrons et les femelles de Nomaua urquharti pour celles de Nomaua perdita.

## Étymologie
Cette espèce est nommée en l'honneur d'Arthur Urquhart.

## Publication originale
- Fitzgerald & Sirvid, 2009 : A revision of Nomaua (Araneae: Synotaxidae) and description of a new synotaxid genus from New Zealand. Tuhinga, vol. 20, p. 137-158 (texte intégral A B).